# Miniera d'oro della Guia

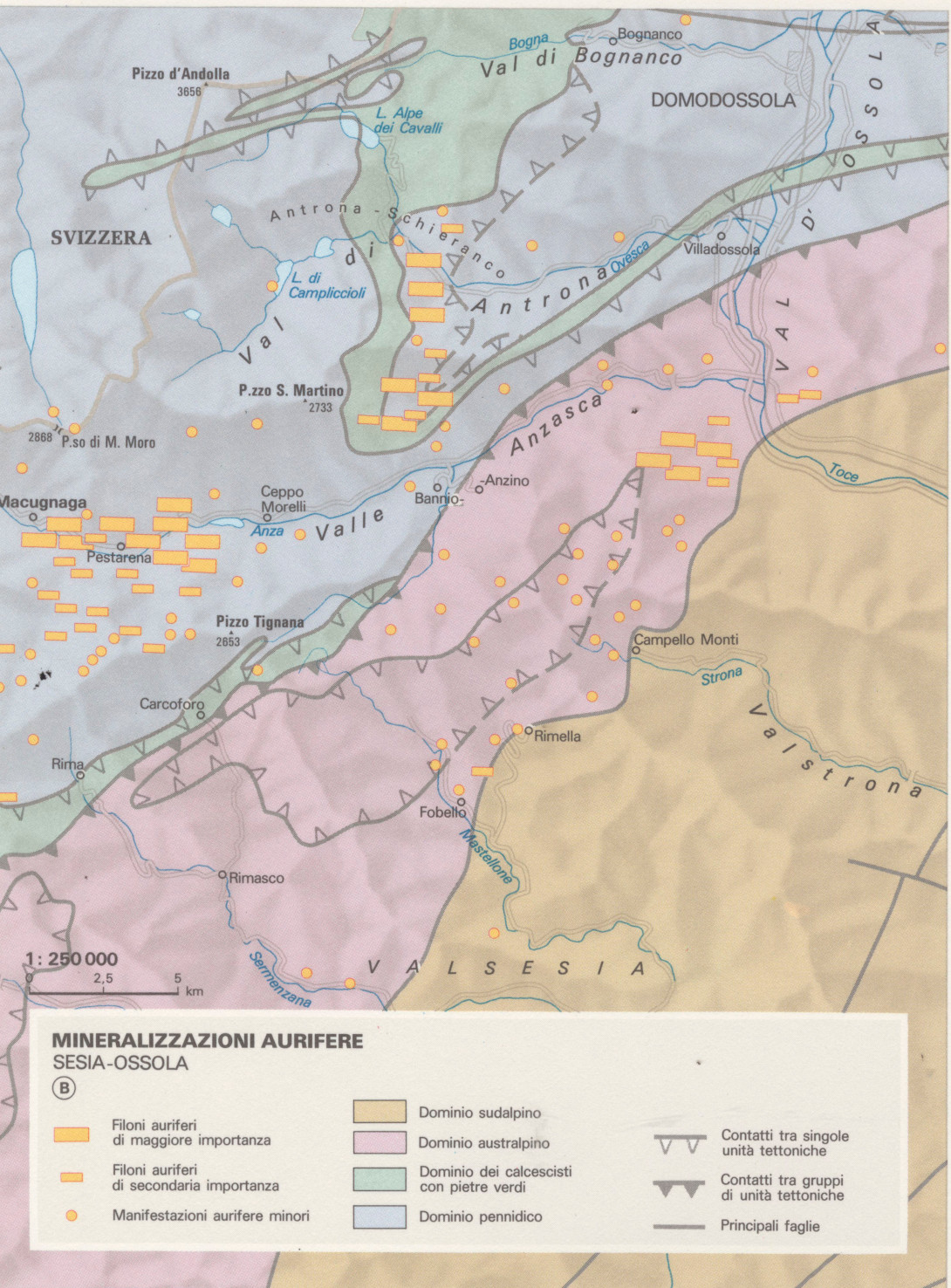
Mineralizzazioni aurifere del Sesia-Ossola

La miniera d'oro della Guia è una miniera situata nella frazione Fornarelli di Macugnaga, una delle poche in Europa a essere visitabile dal pubblico.
La Valle Anzasca è una delle zone d'Italia più ricche d'oro. Le acque della valle, attraverso il fiume Toce, confluiscono nel Ticino, facendo di questo fiume il più ricco d'oro in Italia.
La miniera della Guia non è l'unica della valle e nemmeno la più grande, ne sono presenti infatti a decine, e la più sviluppata ha una estensione di 80 km di gallerie.
La lunghezza totale delle gallerie è di 12 km, distribuite su ben 11 livelli, tre al di sotto del piano di entrata, ora però completamente allagate dall'acqua a causa delle infiltrazioni, e altre sei al di sopra.
Nei primi anni del XVII secolo furono notati degli affioramenti di vene aurifere in superficie, sulla montagna al di sopra dell'attuale miniera. Si decise così di scavare un tunnel per intercettare e seguire i filoni. La miniera fu aperta nel 1710.
All'epoca dell'apertura gli scavi avanzavano molto lentamente scalpellando a mano la dura roccia granitica.
Successivamente fu introdotto l'uso della polvere pirica prima e della dinamite nell'800.
Un ulteriore progresso fu l'introduzione della perforatrice pneumatica, che però aveva il grave difetto di sollevare polvere fine che respirata dai minatori era causa di silicosi.
Dopo due coltivazioni ritenute poco produttive, furono trovati diversi filoni interessanti, e l'estrazione continuò fino al 1945, quando la miniera fu chiusa. La cessazione delle estrazioni non fu dovuta all'esaurimento dei giacimenti, che anzi sono tuttora abbondanti, ma all'aumentato costo della manodopera tale per cui il costo orario di produzione supera il valore del metallo estratto.
Attualmente la miniera è visitabile dai turisti, limitatamente agli 1,6 km della galleria di livello e con l'accompagnamento di una guida. All'interno delle gallerie è allestito un museo che illustra la storia della miniera, delle genti che vi hanno lavorato, delle tecniche di estrazione e di purificazione dell'oro.